# Petr Šumník
Petr Šumník (* 8. října 1962 Trutnov) je český dirigent, pedagog, skladatel a klavírista, od roku 2010 šéfdirigent souboru opery a operety Moravského divadla Olomouc.

## Život
V roce 1989 vystudoval na Janáčkově akademii múzických umění v Brně obory řízení orchestru (u Petra Vronského) a řízení sboru (u Lubomíra Mátla).
Po dokončení studií působil nejdříve jako dirigent v Moravské filharmonii Olomouc, v ní působil později. Později se stal také šéfem opery a dirigentem Slezského divadla v Opavě. Od roku 2001 je dirigentem a od roku 2010 šéfdirigentem souboru opery a operety Moravského divadla v Olomouc, ve kterém se krom dirigování zabývá také studováním hudebních děl.
Jako pedagog působí také na Janáčkově konzervatoři v Ostravě a na Konzervatoři evangelické akademie v Olomouci.
V roce 2023 vystoupil se symfonickým orchestrem Janáčkovy konzervatoře v Ostravě, na Mezinárodním hudebním festivalu Leoše Janáčka v multifunkční hale Gong v oblasti Dolních Vítkovic, v Ostravě.

## Úspěchy
Petr Šumník je držitelem pěti prestižních cen Libušek z operních festivalů pořádaných Jednotou hudebního divadla ČR.

## Příbuzní
Dcera Marie Šumníková je klavíristkou, v roce 2019 byla zařazena mezi 30 nejlepších klavíristů do třiceti let.